# KTM・1050アドベンチャー
1050アドベンチャー（1050 ADVENTURE）は、2015年からKTM Sportmotorcycle AGが製造している、4ストローク1,050 ccのオートバイである。エンジンは1190アドベンチャーをベースとし、内径103 mm、行程63 mmへリサイズしている。また、低いシート高と50 gほど軽量化した車体で扱いやすいようになっている。同年にはKTM・1290スーパーアドベンチャーも販売されている。